# وعد الغريب (مسلسل)
وعد الغريب هو مسلسل درامي بدوي رومنسي تشويق ومغامرات من إنتاج المركز العربي للإنتاج الإعلامي- الأردن، المنتج التنفيذي عدنان العوامله وطلال العواملة، كتابة مصطفى صالح، إخراج حسين دعيبس، بطولة ياسر المصري، قمر خلف، وآخرون.
يتناول المسلسل قصة المستشرق الانجليزي روبرت نيومان الذي يقع في قبضة رجال الشيخ جدعان فيدّعي أمامه أنه قدِم بحجة شراء الخيول الأصيلة لكن الشيخ بفراسته يدرك مآربه ويبطلها دون أن يوقع به الأذى، يُعجب نيومان بالشيخ جدعان ويعيش بينهم يدوِّن عاداتهم وتقاليدهم وينخرط في تفاصيل حياتهم ويتطبع بطباعهم، ويشاركهم معاركهم وثاراتهم ويشهد علاقات الحب وسنوات القحط ليعود بعد ما يزيد عن عشرين عاماً غلى بلاده ليستذكر ويدوِّن ما رآه وتعلمه.

## قصة المسلسل
يستعرض المسلسل قصة الفارس زيد الملقب بالشرود لتقاعسه في المشاركة في الحرب، والذي جمعته قصة حب مع فوزة أخت الشيخ فوزان، إلّا أن القدر لم يشأ لقصة حبهما أن تنتهي بنهاية سعيدة فرغم البطولات التي أحرزها إلّا أن لقب «الشرود» لم يسقط عنه فقد ناداه به أحدهم ليلة عرسه مما دفعه لأن يترك حبيبته.
كذلك هو الشيخ فوزان رغم المكانة التي يحتلها بين الشيوخ، أوقعه الحب في شباك غجرية فنزل عند رغبة قلبه وكان الحب أكبر وأقوى من كل القوانين والأعراف.
أما ردّاد الذي أنقذته الفتاة غزالة من قبضة قطاع الطرق، جمعتهما قصة حب انتهت بزواجهما لكن بعد سنوات من الانتظار والشوق، كما ويروي المسلسل العديد من قصص الحب والبطولة الخالدة.
فقصص الحب هذه سطرها أبطالها من أهل البادية كالوشم في ذاكرة صحرائهم، حيث تفجرت مشاعرهم الجيّاشة كالينابيع لتروي ظمأ هذه الصحراء ولتمحي أثر الغدر والكراهية عن رمالها الملتهبة، ولتؤكد أن العاشق هو من ينتصر برقّة قصائده على المعتدي وعلى حِدة سيفه.

## بطولة
ياسر المصري، قمر خلف، زهير النوباني، عبير عيسى، Andrew Shire، وآخرون.